# Präsidentenbrücke
Präsidentenbrücke war eine Ortschaft in der Gemeinde Windeck im Rhein-Sieg-Kreis.

Die Brücke über den Westertbach

Die Gastwirtschaft in Präsidentenbrücke, 1903 als Restauration Ernst Bühne

## Lage
Präsidentenbrücke lag am Einfluss des Westertbachs in die Sieg.

## Geschichte
Präsidentenbrücke wurde im Volksmund ursprünglich eine 1852 errichtete Brücke über den Westertbach genannt, die Dattenfeld-Schladern mit Rosbach verband. Namensgebend war Eduard von Moeller, Regierungspräsident von Köln, der 500 Thaler zum Bau der Brücke dazugab. Der Name übertrug sich auf später dort errichtete Häuser.
1863 hatte die Ansiedlung zwanzig Einwohner. Damals war der Gasthof Heider eine Postexpedition 2. Klasse. Die Siedlung gehörte zum Kirchspiel Rosbach und zeitweise zur Bürgermeisterei Dattenfeld.
1888 hatte Präsidentenbrücke zwölf Bewohner in drei Häusern.
1962 hatte das Dorf 18 Einwohner.
1976 wurde das letzte Haus abgerissen, um Platz für den Straßenbau zu schaffen. Der Name der alten Brücke wurde nun auf den Brückenneubau über die Sieg (Kreisstraße 7) übertragen, obwohl offiziell nur die nahe Bushaltestelle den Namen Präsidentenbrücke trug.